# Teerasak Ngamsang
Teerasak Ngamsang (thailändisch ธีรศักดิ์ งามแสง, * 17. August 1991 in Sisaket) ist ein thailändischer Fußballspieler.

## Karriere
Teerasak Ngamsang stand bis Ende 2019 beim Sisaket FC unter Vertrag. Wo er vorher gespielt hat, ist unbekannt. Der Verein aus Sisaket spielte in der zweiten thailändischen Liga. 2019 kam er dreimal in der Liga zum Einsatz. Im Januar 2020 wechselte er in die erste Liga. Hier schloss er sich in Nakhon Ratchasima dem Nakhon Ratchasima FC an. Bei Korat stand er bis Mai 2021 unter Vertrag. In der Liga sowie in den Pokalspielen kam er nicht zum Einsatz. Von Juni 2021 bis Februar 2022 war er vertrags- und vereinslos. Im März 2022 verpflichtete ihn der Rasisalai United FC. Der Verein aus Rasi Salai trat in der Thailand Amateur League an. Mit dem Verein stieg er am Ende der Aufstiegsspiele 2022 in die dritte Liga auf. Nach insgesamt 23 Ligaspielen wurde sein Vertrag im Sommer 2024 nicht verlängert.